# Olga Ludwigowna Della-Vos-Kardowskaja

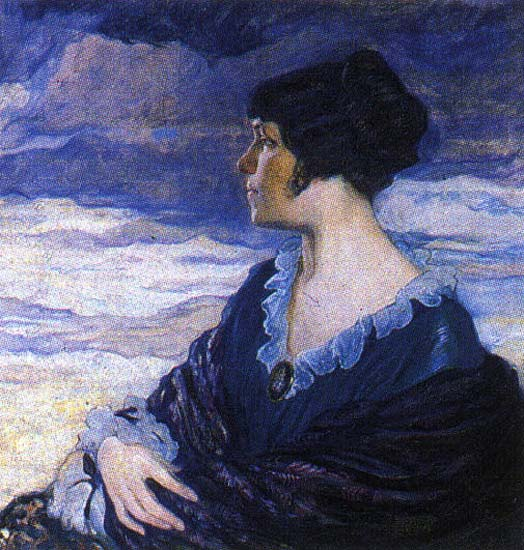
Olga Ludwigowna Della-Vos-Kardowskaja (Selbstporträt, 1917, Russisches Museum)

Olga Ludwigowna Della-Vos-Kardowskaja, geboren Olga Ludwigowna Della-Vos, (russisch Ольга Людвиговна Делла-Вос-Кардовская, ukrainisch Ольга Людвігівна Дела-Вос-Кардовська; * 21. Augustjul. / 2. September 1875greg. in Tschernigow; † 9. August 1952 in Leningrad) war eine ukrainische, russische bzw. sowjetische Malerin und Grafikerin.

## Leben
Della-Vos, Tochter des Geschäftsführers des Tschernigower Rechnungsprüfungsamts Ludwig Della-Vos und Nichte des Direktors der Kaiserlichen Moskauer Technischen Hochschule Wiktor Della-Vos, absolvierte 1891–1894 die Schule des Landschaftsmalers E. E. Schreider in Charkow und studierte 1894–1899 in St. Petersburg nach bestandener Prüfung an der Kunsthochschule für Malerei, Bildhauerei und Architektur der Akademie der Künste bei Wassili Sawinski, Alexander Iwanowitsch Lebedew und Iwan Tworoschnikow und dann bei Ilja Repin. Mit Entwürfen zum Gemälde Jeanne d’Arc debütierte sie 1897 auf der Ausstellung der Gesellschaft zur Förderung der Künste.
Darauf ging Della-Vos nach München und studierte an Anton Ažbes Malschule bis 1900. Im Frühjahr 1899 hatte sie den Maler Dmitri Kardowski geheiratet, den sie während ihres Studiums in St. Petersburg kennen gelernt hatte. Am 28. Februar 1900 kam in München ihre Tochter Jekaterina Kardowskaja zur Welt. Darauf lebte die Familie in Alupka auf der Krim und kehrte 1902 nach St. Petersburg zurück.
Ab 1902 bis zur Oktoberrevolution beteiligte sich Della-Vos an Ausstellungen der Akademie der Künste, der Neuen Gesellschaft der Künstler, des Verbands der russischen Künstler und an anderen Ausstellungen im In- und Ausland. Ihre Werke befinden sich in der Tretjakow-Galerie, im Russischen Museum, im ehemaligen Revoutionsuseum u. a.
Nach der Oktoberrevolutionzog Della-Vos während des Bürgerkriegs mit ihrem Mann nach Pereslawl-Salesski auf das Anwesen ihres Mannes. Auf der Ausstellung zum 5. Jahrestag der Gründung der Roten Armee präsentierte sie das Gemälde des Mitglieds des Revolutionären Kriegsrats Genosse Innokenti Chalepski. Ab 1924 führte sie in Moskau die Zeichnen-Klasse der Kunstgewerbe-Werkstätten. Ihre Bilder wurden auf der Ausstellung russischer Kunst in New York 1924–1925 gezeigt. Sie beteiligte sich an den Ausstellungen der Künstlervereinigung Schar-zwet (Glut-Farbe) 1925, 1926 und 1928. Sie arbeitete viel im Bereich der Buchillustration. Mit ihrem Mann führte sie 1938 in Moskau in den Sälen der Akademie der Künste der UdSSR eine gemeinsame Ausstellung ihrer Werke durch.
Nach dem Beginn  des Deutschen Kriegs gegen die Sowjetunion kehrte Della-Vos mit ihrem Mann nach Pereslawl-Salesski zurück. Ihr Mann starb dort 1943. Nach dem Krieg lebte sie in Leningrad. Sie starb am 9. August 1952 und wurde auf dem Bogoslowskoje-Friedhof begraben. 1953 gab es eine Gedenkausstellung im Forschungsmuseum der Akademie der Künste der UdSSR in Moskau.
Die Tochter Jekaterina Kardowskaja verwaltete den Nachlass ihrer Eltern und schenkte ihn später dem Museum in Pereslawl-Salesski.

## Werke

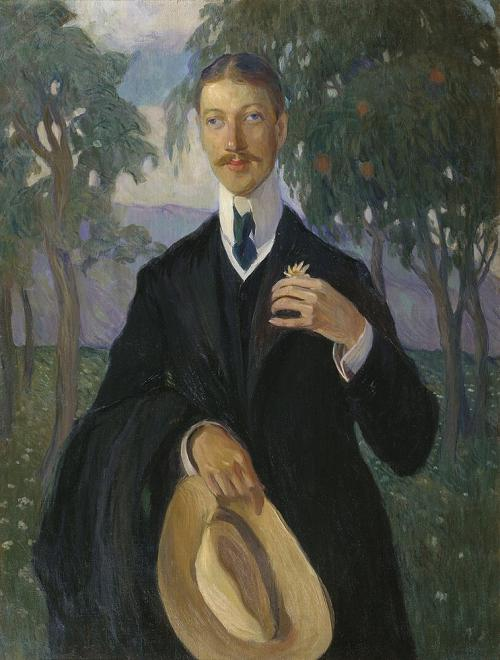
N. S. Gumiljow (1909, Tretjakow-Galerie)
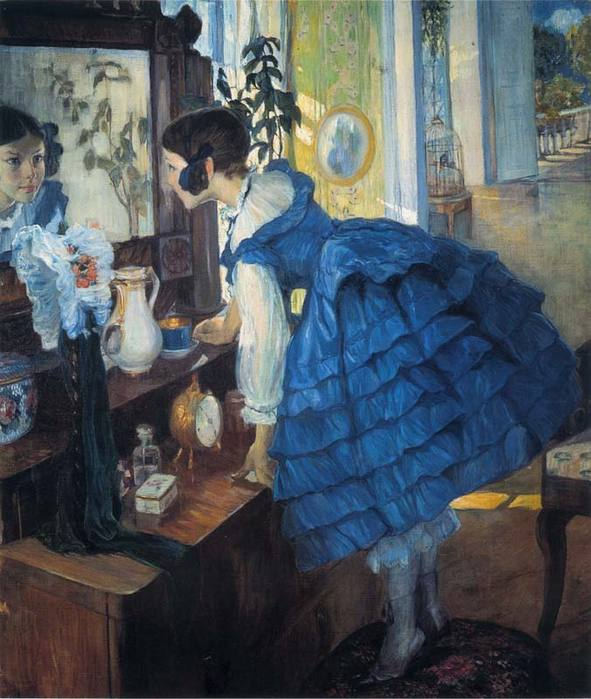
Kleine Frau (Tochter Jekaterina Kardowskaja, 1910)
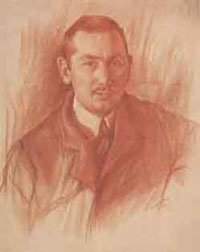
W. A. Komarowski (Dichter, 1911)
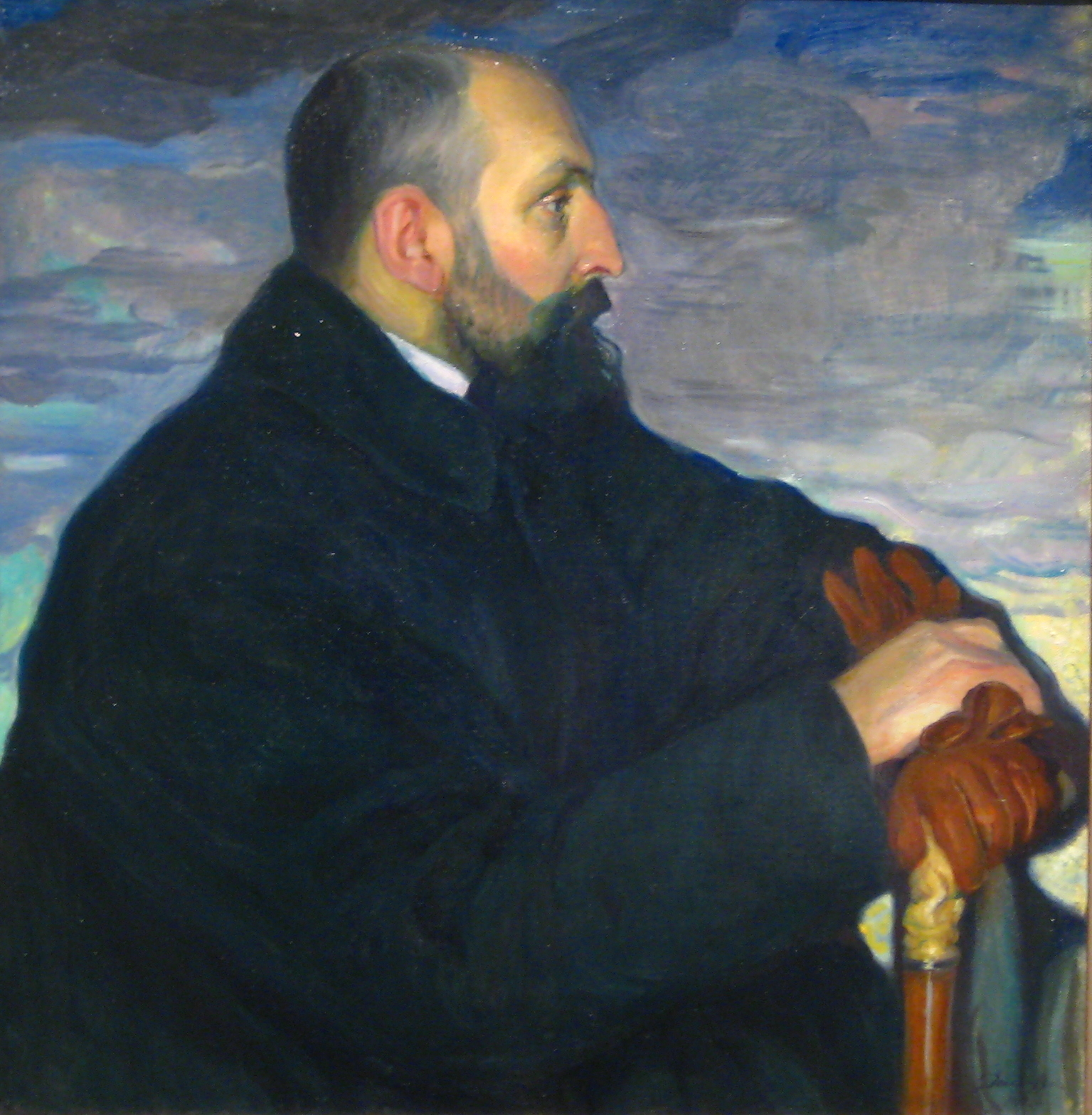
D. N. Kardowski (Ehemann, 1913, Tretjakow-Galerie)
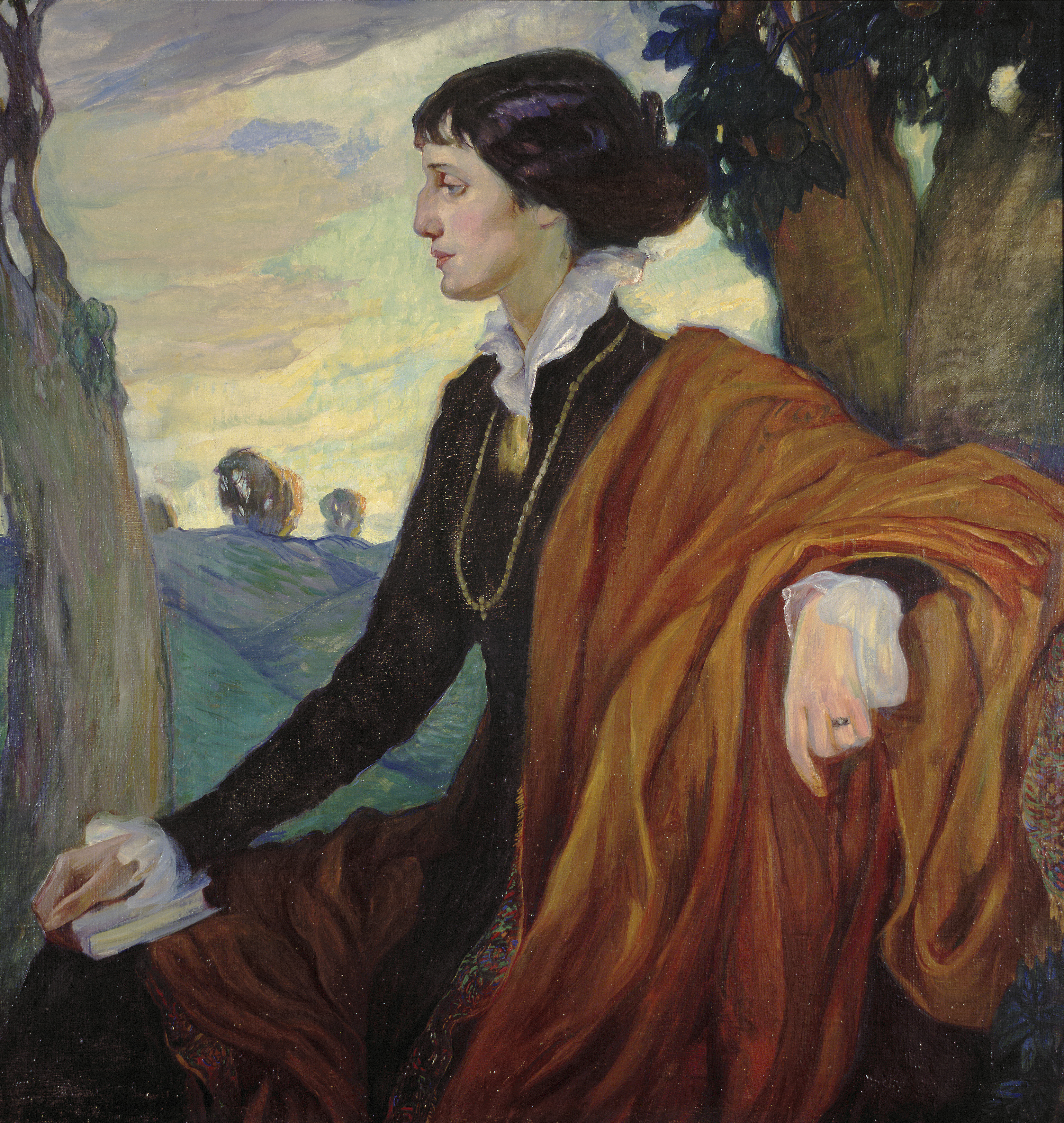
A. A. Achmatowa (1914, Tretjakow-Galerie)